# Mario Buda
Pour les articles homonymes, voir Buda.
Mario Buda, alias Mike Boda, né le 13 octobre 1883 à Savignano sul Rubicone, en Émilie-Romagne et mort le 1er juin 1963 à l'hôpital de Savignano (Italie), est un anarchiste illégaliste italien, considéré comme l'inventeur de l'attentat à la voiture piégée. 

## Biographie

### Attentat de Wall Street

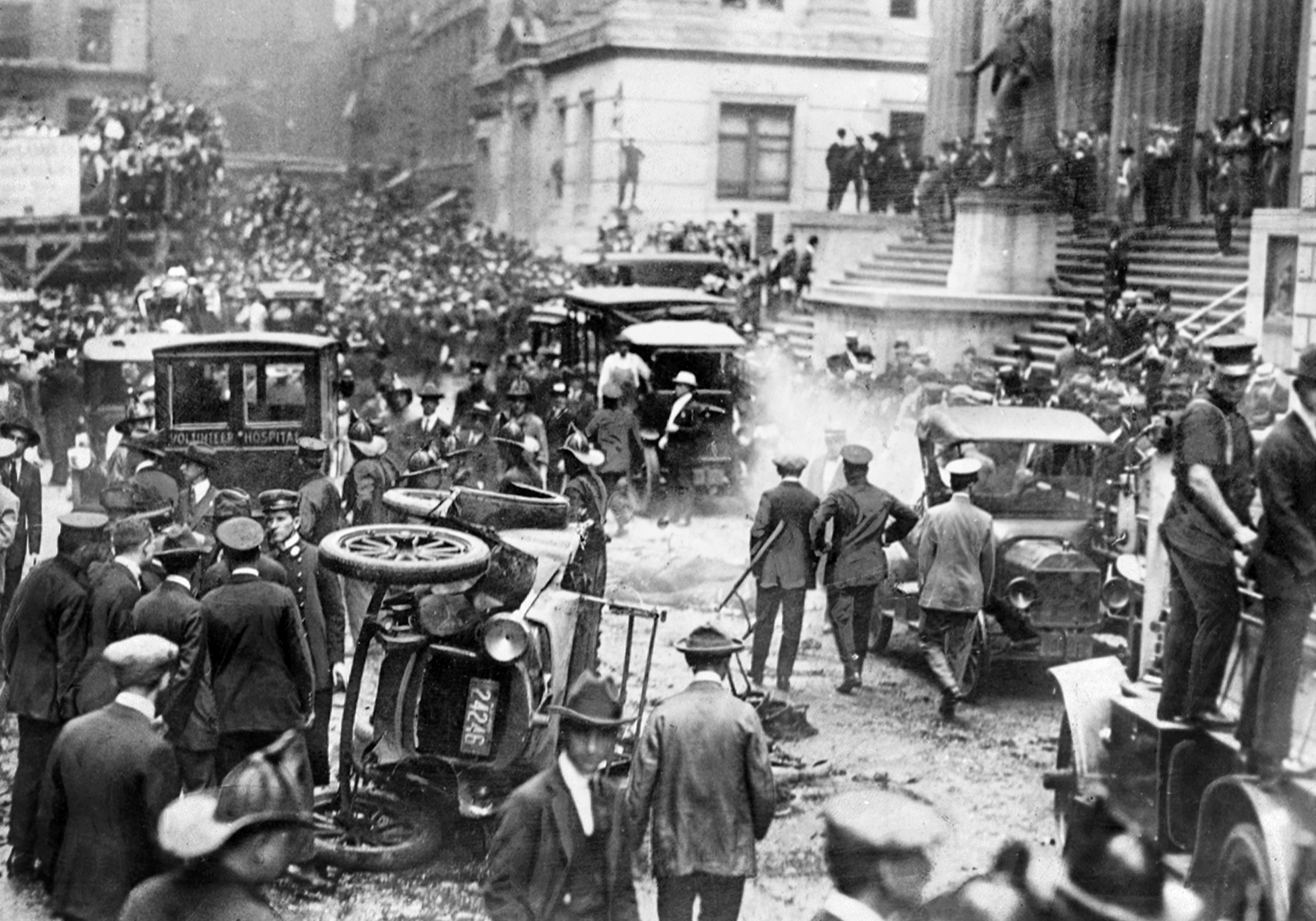
« Attentat de Wall Street (1920) attribué à Mario Buda »

Le 16 septembre 1920, quelques mois après l'arrestation de Nicola Sacco et Bartolomeo Vanzetti, un charriot garé au carrefour de Wall Street et Broad Street explose devant le siège de la banque J.P. Morgan Inc situé au 23 Wall Street. Le bilan de l'attentat varie selon les sources, la dernière victime, Francis D. Stoba, décèdera en novembre, presque deux mois après l'explosion. 38 personnes trouvent la mort, plus de 200 sont blessées. 3 corps ne peuvent être identifiés, leurs blessures étant trop sévères. Les dégâts matériels s'élèvent à plus de 2 millions de dollars USD. Pour la première fois dans l'histoire des États-Unis les autorités suspendent l'activité de la Bourse de New York, et des soldats sont dépêchés sur les lieux depuis la base militaire de Governor's Island afin de sécuriser le périmètre. 
À quelques rues de là, un postier trouve une pile de tracts signés « Les Combattants anarchistes américains » et portant l'avertissement suivant : 
« Libérez les prisonniers politiques, ou bien aucun de vous n'échappera à la mort ! »
Les autorités ne tardent pas à réagir. L'enquête est confiée à William J. Flynn, directeur entre 1919 et 1921 du Bureau of Investigation, ancêtre du FBI. À propos de Flynn, l'Attorney General Palmer déclarait : « Flynn est un pisteur d'anarchiste... le plus grand spécialiste des milieux anarchistes aux États-Unis ». Après avoir enquêté sur les lieux de l'attentat, Flynn suspecte aussitôt les Galleanistes, un groupe anarchiste organisé autour du journal Cronaca Sovversiva (La chronique subversive) publié par Luigi Galleani et condamné en 1918 par le ministère de la justice américain comme « le journal le plus dangereux du pays ». Comme de nombreux compagnons, Luigi Galleani est partisan de la « propagande par le fait », une stratégie d'action politique basée sur la violence et ayant pour but de favoriser une prise de conscience populaire.  Pour William J. Flynn, la motivation anarchiste de l'attentat était de venger l'emprisonnement de Nicola Sacco et Bartolomeo Vanzetti.  
En se basant sur les souvenirs de militants anarchistes contemporains de Mario Buda, l'historien américain Paul Avrich établit la responsabilité de celui-ci dans l'attentat, lequel parvient à rejoindre l'Italie sans être inquiété.